# Jorge Rossy
Jorge 'Jordi' Rossy (Barcelona, 1964) is een Spaanse jazzdrummer, -pianist en vibrafonist.

## Biografie
Rossy begon op de trompet, maar stapte later over op de drums. Van 1980 tot 1989 toerde Rossy met Spaanse jazzmusici, ook nam hij hiermee op. Tevens speelde hij met internationaal bekende artiesten, zoals Woody Shaw, Kenny Wheeler, Jack Walrath, Dave Schinitter, Sal Nistico en Sean Levitt. In 1989 verhuisde hij naar Boston om trompet te studeren aan Berklee College of Music. Hij was in Boston actief als een veelgevraagd drummer en speelde in het trio van Danilo Perez, waarmee hij optrad in Panama, Frankrijk, Boston en New York. Hij was twee jaar lang lid van het 'Paquito D'Rivera Sextet'.
In 1991 verhuisde hij naar New York en speelde mee op plaatopnames van musici die hij kende van Berklee, zoals Mark Turner en Kurt Rosenwinkel. Tevens begeleidde hij musici die toen in New York woonden, waaronder Brad Mehldau, Ethan Iverson, Reid Anderson, Avishai Cohen, Joe Martin en Freddie Bryant.
Rossy werd vooral bekend als drummer van het Brad Mehldau Trio, waarmee hij vanaf 1993 veel albums opnam. Hij heeft ook getoerd en opgenomen met 'The Bloom Daddies', een elektrische band met Chris Cheek, Seamus Blake, Jesse Murphy en twee drummers, Rossy en Dan Reiser (later opgevolgd door Tony Mason). Rossy heeft verder gewerkt en opgenomen met Joshua Redman, Bill McHenry, Bruce Barth, Mike Kanan, Ben Monder, Nat Su, Steve Wilson, Mark Johnson, Larry Grenadier en Ben Street.
Rossy keerde in 2000 terug naar Barcelona, waar hij zich ging concentreren op de piano. Hij was actief in het 'Jordi Matas Quintet' en het septet van Joe Smith en deed mee aan projecten van Guillermo Klein
In 2006 nam Rossy zijn eerste album als leider op, met Albert Sanz (Hammondorgel) en R J Miller (drums). Op zijn tweede plaat speelden ook Chris Cheek (saxofoon) en Felix Rossy (trompet) mee.
Rossy was actief als pianist, maar begeleidde daarnaast ook musici op de drums, waaronder Lee Konitz en Ethan Iverson, Charlie Haden, Carla Bley's Liberation Orchestra, Joe Lovano’s Quartet Europa, het Kurt Rosenwinkel Quintet, Seamus Blake Quartet, Trio 2000 (met Chick Corea en Niels-Henning Ørsted Pedersen), alsook een ander trio met Brad Mehldau en Charlie Haden. De eerste plaat waarop hij vibrafoon speelt was Stay There, een album met saxofonist Mark Turner, gitarist Peter Bernstein, bassist Doug Weiss en drummer Al Foster.

## Discografie

### Als bandleider/co-leider
- When I Fall in Love (Fresh Sound New Talent, 1993)
- Wicca (Fresh Sounds Records, 2007)
- Ivlianus Suite (ContraBaix /Karonte, 2010)
- Iri's Blues (Moskito Records, 2012)
- Gershwin (Swit Records, 2015)
- Stay There (Pirouet, 2015)

### Als 'sideman'
Met Brad Mehldau
- New York-Barcelona Crossing, Volumen 1 (Fresh Sound New Talent, 1993)
- New York-Barcelona Crossing, Volumen 2 (Fresh Sound New Talent, 1993)
- Introducing Brad Mehldau (Warner Bros., 1995)
- The Art of the Trio Volume One (Warner Bros., 1997)
- Live at the Village Vanguard: The Art of the Trio Volume Two (Warner Bros., 1998)
- Songs: The Art of the Trio Volume Three (Warner Bros., 1998)
- Art of the Trio 4: Back at the Vanguard (Warner Bros., 1999)
- Places (Warner Bros., 2000)
- Progression: The Art of the Trio, Vol. 5 (Warner Bros., 2001)
- Largo (Warner Bros., 2002)
- Anything Goes (Warner Bros., 2004)
- House on Hill (Nonesuch, 2006)

Met Chris Cheek
- I wish I knew (Fresh Sound, 1997)
- A girl named Joe (Fresh Sound, 1997)
- Vine (Fresh Sound, 1999)
- Live at Jamboree: Guilty (Fresh Sound, 2000)
- Live at Jamboree: Lazy Afternoon (Fresh Sound, 2002)
- Blues Cruise (Fresh Sound, 2005)

Met The Bloomdaddies
- Mosh for lovers (1995)
- Racer X (2002)

Met Avishai Cohen
- Adama (Stretch, 1997)

Met Mark Turner
- In This World (Warner Bros., 1998)

- Bibliothèque nationale de France: cb14026334q (data)
- Gemeinsame Normdatei: 13496621X
- International Standard Name Identifier: 0000 0001 1487 9819
- Library of Congress Control Number: no98043831
- MusicBrainz: aba92b2e-9491-40ec-a17d-769f868f78e7
- Nationale Bibliotheek van Tsjechië: xx0119853
- Système universitaire de documentation: 112324924
- Virtual International Authority File: 12505070